# 林重浩
林 重浩（はやし しげひろ、明治4年9月22日（1871年11月4日） - 1944年（昭和19年）5月15日）は、日本の教育者である。

## 略歴
鳥取県邑美郡向国安村（後の気高郡美穂村大字向国安、現在の鳥取市向国安）生まれ。東京音楽学校で岡野貞一、永井幸次らとともに学ぶ。各地の県立師範学校や中学校で数学・音楽を担当した。1895年（明治28年）から1933年（昭和8年）まで39年間にわたり子弟の教育に努めた。1906年（明治39年）、36歳の若さで鳥取県立第二中学校（のち米子中学校に改称、現米子東高校）校長に就任。1911年（同44年）には鳥取中学校（現鳥取西高校）校長となり、山積する難問に対処して学校を再建するとともに野球を奨励し、野球部の強化を図った。両校での実績から、野球校長とまで呼ばれる。
また1922年（大正11年）、鳥取第二中学校（現鳥取東高校）の創立と同時に校長に就任し同校の発展に尽力するなど、鳥取市の教育の振興に貢献した。のちに県立鳥取図書館長も務める。鳥取市名誉市民。墓所は鳥取市馬場町。
年度途中で米子中学校から鳥取中学校へ転任となった際、米子中学校生徒の中で留任運動が起きたほど、生徒に支持されていた。中心となったのは粟屋仙吉（のち広島市長）である。

## 家族
子の浩は、滋賀県立膳所高等学校校長、日本高野連副会長などを務めた。

## 林重浩杯
校長を務めた両校の後身校である鳥取西高校と米子東高校の野球部は、昭和32年から毎年夏の県大会前に、林重浩の名を冠した定期戦を行っている。ただし読み方は「はやしじゅうこうはい」である。